# 丸岡滿
丸岡滿（1996年1月6日—），日本足球運動員，現效力印尼甲組聯賽球隊峇里聯，司職中場，前日本20歲以下足球代表隊成員。

## 俱樂部生涯
丸冈满在1996年1月6日出身于日本德岛县德岛市，从小学时开始踢球。初中时代，他帮助自己所在的川内中学取得了全日本初中足球大会八强的好成绩。丸冈满在自己初中毕业后选择离开了家乡德岛，前往大阪，成为了大阪樱花U-18的一员。
丸冈满加盟大阪樱花U-18的那一年，大阪樱花历史上首次进入了亚洲冠军联赛。清武弘嗣和乾贵士两位年轻球员成为了大阪樱花一线队的主要成员，在不久的之后，他们也都陆续登陆了德甲联赛。
丸冈满进入大阪樱花U-18之后，遇到了时任大阪樱花U-18主帅（现大阪樱花一线队兼U-18主帅）的大熊裕司。第一个赛季，大熊裕司就让15岁的丸冈满出任大阪樱花U-18队中中前卫位置上的主力轮换的角色。那个赛季的高元宫杯超级联赛，身披26号球衣的丸冈满出场15次，11次首发，4次替补出场，打进一球。2012年赛季，丸冈满加入大阪樱花U-18的第二年，他穿上了球队的8号球衣。该赛季，丸冈满成为了球队主力，在高元宫杯超级联赛中首发16次，打进四球。
不过，那个时候的丸冈满虽然表现出色，成长迅速，但并没有引起太多的关注。即便入选过日本U-17和U-18两个级别的国家队，但也没有受到重用。而在俱乐部方面，比他大一岁的南野拓实在44场比赛中打进31球的高效率吸引了更多人的注意。
2013年，17岁的丸冈满成为大阪樱花U-18的球队队长。同年丸冈满也获得了在一线队练习赛中出场的机会。
2013年8月，大阪樱花U-18开启了欧洲远征。这是丸冈满在大阪樱花U-18三年内参加的第四次欧洲远征，也是大阪樱花U-18近年以来都会例行举行的拉练项目。2013年8月6日，多特蒙德的训练场，大阪樱花U-18挑战多特蒙德U-19。丸冈满凭借出色的发挥帮助球队4:2战胜对手，也是大阪樱花U-18连续第二年战胜多特蒙德的19岁以下梯队。这场比赛，多特蒙德一线队的主帅尤尔根·克洛普就在场边。
2013年10月，丸冈满和在对阵多特蒙德U-19比赛中梅开二度的前川大河一起受到了多特蒙德的试训邀请，两人前往德国，进行为期三周时间的试训。10月15日，多特蒙德对阵科隆的热身赛，丸冈满以试训球员身份代表多特蒙德一队替补出场。试训期间优异的表现，让克洛普最终选择以租借的形式签下了他。
2013年12月11日，大阪樱花官方宣布丸冈满将在下赛季进入大阪樱花一线队，而在8天之后，大阪樱花就官宣了丸冈满将以租借的形式加盟多特蒙德U-23，将征战德丙联赛。他将在多特蒙德租借一年半的时间，并且多特蒙德享有优先购买权。
2014年1月，丸冈满来到了18周岁，这也是他达到了符合国际足球转会最低年龄限制的时间。1月3日，丸冈满启程前往德国。1月16日，丸冈满在多特蒙德U-23热身赛对阵埃森红白的比赛中出场。
在德国的头半个赛季，丸冈满虽然也有得到和一线队合练的机会，但是主要的任务还是在U-19和U-23这两个级别的梯队。13/14赛季的德丙联赛，丸冈满14次进入球队比赛大名单，8次出场，5次首发，3次替补出场。而在U-19梯队方面，丸冈满在德国西部青年联赛中出场5次，打进两球。4月，丸冈满代表多特蒙德U-19参加在杜尔塞多夫举行的世界青年足球邀请赛，并且在比赛中战胜了同年龄段日本校园足球最优秀的球员组成的日本高中选拔队。
夏天，丸冈满回到了大阪，和自己母队大阪樱花的球员一同训练。同时参加了训练的还有法兰克福的日本中场乾贵士。
丸冈满刚开始踢球时的位置是后腰，在日本U-18国青队时他的注册位置曾经还是中卫。在大阪樱花U-18时代，大熊裕司教练的4-4-2体系中，丸冈满是中前卫的位置，负责组织球队的进攻，也要参与中场的防守拦截。初到多特蒙德U-23时，多特蒙德二队的主帅认为丸冈是一个可以胜任8号位和6号位的球员。而在代表多特蒙德U-19的比赛中，丸冈满更多打的是前腰的位置。
8月1日，丸冈满在多特蒙德季前热身赛对阵意甲球队切沃的比赛中首发出场，而克洛普出人意料地让丸冈满出任右边前卫的位置。踢新位置的丸冈并没有体现出自己的不适应，他依靠出色的奔跑和拼劲帮助多特蒙德制造出了很多好机会。这场比赛结束之后，连意大利媒体都对丸冈满在比赛中的表现表示了肯定。这场球也打开了克洛普对丸冈满的使用思路，作为一个不缺乏攻击力和创造力，又有不错防守的中场球员，或许中前场第二排的位置更能发挥出他的潜能。
作为后腰出身的中场球员，丸冈满有不错的防守和出色的耐力；而作为一个日本球员，丸冈满又不缺灵活的脚下技术和创造力，这是克洛普的足球体系中很青睐的中场球员。14/15赛季开始，丸冈满正式成为了多特蒙德U-23的主力前腰。8月9日，在德丙第四轮的比赛中，丸冈满本赛季代表多特蒙德U-23首次在德丙首发出场，就取得了进球，帮助球队主场5:1大胜雷根斯堡。
多特蒙德一队中场球员大面积的伤病也给了丸冈满机会，主帅库洛普也在球队大名单中频繁使用二线队球员。德甲首轮主场对阵勒沃库森的比赛，丸冈满进入了球队的大名单，而他一天前还为多特蒙德U-23踢了比赛。2014年9月20日德甲第四轮，美因茨05主场对阵多特蒙德如期举行。第80分钟，18岁零257天的日本小将丸冈满替换斯文·本德出场，完成了他在多特蒙德一线队的首次正式比赛出场以及他的德甲首秀，刚刚出场不久丸冈满就在连续过掉三人之后造成了美因茨中场盖斯的黄牌。
大阪樱花正式宣布，球队小将丸冈满租借加盟日乙球队长崎成功丸。租借合同将会在明年1月31日到期。
下赛季将参加亚冠联赛的大阪樱花官方宣布，球队小将丸冈满下赛季将会被租借到山口雷法效力，租期一年。
大阪樱花的后卫队员丸冈满自由转会加入泰国球队巴吞联。
2021年4月他和泰超的巴吞联解约，直到上个月他和K2联赛升班马金浦FC签约。

## 外部連結
- fussballdaten.de：Mitsuru Maruoka之統計數據 （德文）
- Profile at Renofa Yamaguchi（页面存档备份，存于）
- 日本職業足球聯賽中的丸岡滿 （日語）
- Profile at Cerezo Osaka
- fussballdaten.de：Mitsuru Maruoka之統計數據 （德文）